# Microcosmus curvus
Microcosmus curvus är en sjöpungsart som beskrevs av Takasi Tokioka 1954. Microcosmus curvus ingår i släktet Microcosmus och familjen lädermantlade sjöpungar. Inga underarter finns listade i Catalogue of Life.